# Comité Olímpico Boliviano
El Comité Olímpico Boliviano (COB) es la entidad que atiende en el país todo lo relacionado con la aplicación de los principios que conforman la Carta Olímpica, conjunto de normas y reglamentaciones del Comité Olímpico Internacional (COI) que rigen al Movimiento Olímpico en el mundo, y también en su relacionamiento con la Organización Deportiva Panamericana (ODEPA), la Asociación de Comités Olímpicos Nacionales (ACNO) y la Organización Deportiva Sudamericana (ODESUR).
Fue fundado el 1932 y reconocido por el Comité Olímpico Internacional el año 1936. Actualmente el presidente del Comité Olímpico Boliviano es el Dr. Marco Arze Mendoza desde 2015.
Desde la década de los 2010, el COB pretende contar con un Centro de Especialización Olímpica (CEO) o una Villa Olímpica que tenga varios escenarios para la práctica de diferentes disciplinas, un centro para talleres de capacitación y un hotel para deportistas. Entre las ciudades donde se podría construir el CEO están Cochabamba, La Paz y Santa Cruz de la Sierra, que a la vez son las ciudades más grandes del país.